# Elecciones federales de Australia de 1951
Las elecciones federales de Australia de 1951 se celebraron el 28 de abril para elegir a los miembros de la Cámara de Representantes de Australia del Parlamento de Australia. También se decidió la composición del Senado, debido a la doble disolución. Aunque la Coalición había ganado con una cómoda mayoría en el parlamento en las elecciones de 1949, los laboristas tenían la mayoría en el Senado. El líder laborista Ben Chifley aprovechó esa mayoría para bloquear las propuestas de ley que presentaba el Primer Ministro Robert Menzies, que había accedido al poder tras las elecciones sucediendo a Chifley. El bloqueo parlamentario forzó al Primer Ministro a disolver ambas cámaras y convocar elecciones anticipadas. La Coalición pudo mantener su mayoría en la Cámara de Representantes, aunque redujo su ventaja frente a los laboristas. Sin embargo, no consiguió la mayoría en el Senado, que se mantuvo controlado por los laboristas, siendo esta la última vez que el Partido Laborista obtuvo una mayoría en el Senado.